# Aframomum wuerthii
Aframomum wuerthii là một loài thực vật có hoa trong họ Gừng. Loài này được Dhetchuvi & Eb.Fisch. mô tả khoa học đầu tiên năm 2006.